# Акр
Акр (англ. acre) — одиниця міри площі у Великій Британії, США й інших країнах, у межах «імперської системи мір» і «всталеної системи мір Сполучених Штатів». Інспекційний акр застосовують у США на регулярній основі після здобуття незалежності, чим і пояснюють різницю його точної величини та величини імперського (міжнародного) акра.
Походження акра йде від земельної площі, яку виорював за день один віл.
Імперський (також міжнародний) акр дорівнює 4 046,8564224 м² (40,47 ар). Інспекційний акр США дорівнює 4 046,8726098 м².

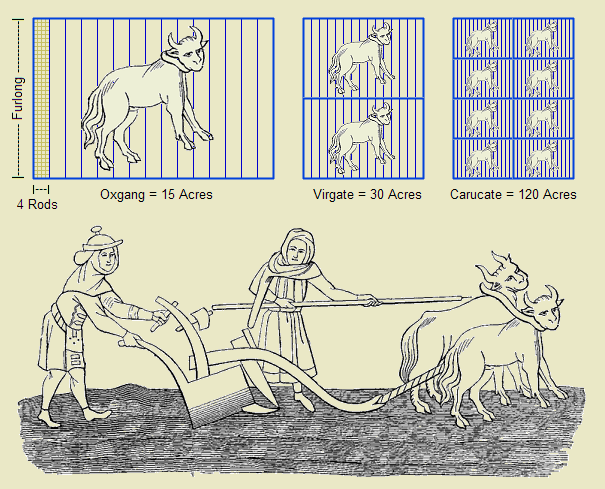
Походження акра

Порівняння акра та гектара

З 1958 року США й Співдружність націй вирішили, що 1 ярд дорівнює 0,9144 метра. Отже, була визначена тотожна площа акра в метрах — 4 046,8564224 м².
У рідній системі мір акр дорівнює 4 840 квадратних ярдів, або 43 560 квадратних футів.
В акрах вимірюють площу земельних ділянок. Якщо ділянка менша за один акр, то використовують сотенний дріб (наприклад 0.15 акра, що приблизно становить 6 соток). На відміну від акра у квадратних футах вимірюють площі приміщень.
Історично акр мав площу 1 фурлонг (660 футів) довжини і 1 чейн (66 футів) ширини. Нині акр не прив'язують до довжини й ширини, він є мірою площі.
Отже, 1 імперський (міжнародний) акр дорівнює 0,40468564224 гектара, а 1 американський акр дорівнює 0,404687261 гектара.
1 акр = 43560 футів² (660 х 66 футів) = 4 руд = 10 чейнів² (1 х 10 чейнів) = 160 перчів (4 х 40 родів) = 4840 ярдів² (22 х 220 ярдів).
1 міжнародний акр дорівнює 100 індійських центів. 1 індійський цент = 0,01 акра.
1 акр — площа квадрата зі сторонами у 208,71 × 208,71 футів .
Відносно квадратної милі: 1 акр = 0,0015625 милі², або 640 акр = 1 миля².